# لقمه‌ماهی گرد
لقمه‌ماهی گرد (نام علمی: Urolophidae) نام یک تیره از راسته لقمه‌ماهی‌سانان است.